# 제21기갑사단 (독일 국방군)
독일 제21기갑사단(독일어: 21. Panzer-Division)은 제2차 세계 대전 중인 1941년 초에 북아프리카에서 독일 아프리카 군단 (DAK) 소속 제5경기갑사단을 근간으로 창설되었다가 같은 해 말에 정식으로 제21기갑사단으로 재편되었다.

## 부대 역사
히틀러가 북아프리카에서 패퇴하고 있던 무솔리니의 이탈리아군을 지원하기로 결정한 후 지휘관으로 프랑스 전역에서 7 기갑사단을 훌륭히 지휘한 에르빈 롬멜을 차출하여 리비아로 보내면서 창설한 부대다.
창설 이후 북아프리카 전역의 모든 전투에 참전했으며, 튀니지에서 아프리카 집단군이 항복할 때도 같이 있었다. 부대 궤멸 후, 1943년 7월 15일 프랑스에서 제931전격여단(독일어: Schnelle Brigade 931)을 근간으로 재편되었으며, 1944년 6월의 노르망디 전역에서 다시 괴멸적인 타격을 입고, 그해 9월에 제112기갑여단을 중심으로 다시 재펀성을 거쳐 알자스와 자르 지역 전투에도 참전했다. 1945년 초에 동부전선으로 이동했다가 종전 직전에 소련군에 항복했다.

## 주요 참전 전투
- 가잘라 전투
- 엘 알라메인 전투
- 투브루크 공방전
- 시디 부지드 전투
- 카세린 협곡 전투
- 메드닌 전투
- 마레스선 전투

## 부대 편제
| 1942년 | 1943년 | 1944년 | 1945년 |
| - 제104소총연대 - 제1소총대대 - 제2소총대대 - 제3소총대대 - 제20오토바이저격병대대 - 제5전차연대 - 제1전차대대 - 제2전차대대 - 제155포병연대 - 제1포병대대 - 제2포병대대 - 제3포병대대 - 제3정찰대대 - 제39대전차대대 - 제200공병대대 - 제200통신대대 | - 제104기갑척탄병연대 - 제1기갑척탄병대대 - 제2기갑척탄병대대 - 제3기갑척탄병대대 - 제47기갑척탄병연대 - 제1기갑척탄병대대 - 제2기갑척탄병대대 - 제5전차연대 - 제1전차대대 - 제2전차대대 - 제155기갑포병연대 - 제1기갑포병대대 - 제2기갑포병대대 - 제3기갑포병대대 - 제580기갑정찰대대 - 제609방공포병대대 - 제200대전차대대 - 제220기갑공병대대 - 제200기갑통신대대 | - 제125기갑척탄병연대 - 제1기갑척탄병대대 - 제2기갑척탄병대대 - 제192기갑척탄병연대 - 제1기갑척탄병대대 - 제2기갑척탄병대대 - 제100전차연대 - 제1전차대대 - 제2전차대대 - 제155기갑포병연대 - 제1기갑포병대대 - 제2기갑포병대대 - 제3기갑포병대대 - 제21기갑정찰대대 - 제305방공포병대대 - 제200대전차대대 - 제220기갑공병대대 - 제200기갑통신대대 | - 제125기갑척탄병연대 - 제1기갑척탄병대대 - 제2기갑척탄병대대 - 제192기갑척탄병연대 - 제1기갑척탄병대대 - 제2기갑척탄병대대 - 제22전차연대 - 제1전차대대 - 제155기갑포병연대 - 제1기갑포병대대 - 제2기갑포병대대 - 제3기갑포병대대 - 제21기갑정찰대대 - 제305방공포병대대 - 제200대전차대대 - 제220기갑공병대대 - 제200기갑통신대대 |

## 같이 보기
- 아프리카 군단